# Du ciment sous les plaines
Du ciment sous les plaines — третій альбом французької рок-групи Noir Désir.
Французьке видання журналу Rolling Stone назвало цей альбом 21-м найкращим французьким рок-альбомом (зі 100). 

## Композиції
1. No, No, No (3:27)
2. En Route Pour La Joie	(3:05)
3. Charlie (3:57)
4. Tu M'Donnes Le Mal (3:57)
5. Si Rien Ne Bouge (5:15)
6. The Holy Economic War (3:03)
7. Tout L'Or (4:13)
8. La Chanson De La Main (3:42)
9. Pictures Of Yourself (3:13)
10. Les Oriflammes (3:27)
11. Elle Va Où Elle Veut (3:30)
12. Le Zen Emoi (3:25)
13. The Chameleon (5:13) - кавер гурту The Saints
14. Hoo Doo (0:43)

## Персоналії
- Акордеон, орган (Hammond) — Jean Blaute
- Оформлення — Antoine Leroux-Dhuys
- Бас-гітара, бек-вокал — Фредерік Відален
- Барабани, бек-вокал — Деніс Барт
- Гітара, бек-вокал — Серж Тіссо-Ґе
- Мікс, продюсування — Olivier Genty
- Фото— Alain Duplantier
- Продюсування, мікс — Noir Désir
- Запис, мікс, продюсер — Phil Delire
- Скрипка — François «Bubu» Boirie
- Вокал, гітара, губна гармоніка — Бертран Канта
- Автор — Бертран Канта (пісні: 1—12, 14) , Noir Désir (пісні: 1—12, 14)